# Petuelring (metropolitana di Monaco di Baviera)
La stazione di Petuelring è una stazione della metropolitana della Linea U3 di Monaco di Baviera, inaugurata l'8 maggio 1972 per i Giochi della XX Olimpiade.
Nel 2020 la stazione di Petuelring, insieme ad altre 4 stazioni del primo tronco della metropolitana monacense, venne posta sotto tutela monumentale (Denkmalschutz) per la sua importanza storica.